# Rjabusinszkij család
A Rjabusinszkijek (orosz nyelven: Рябушинские) régi orosz gyáriparos- és bankárcsalád, a 20. század elején Moszkva legvagyonosabb vállalkozói közé tartoztak. A Rjabuskin-testvérek némelyike tudományos vagy művészeti pályát választott, illetve közéleti szerepet is vállalt. 1917 után többségük elhagyta Oroszországot. Nevük a „reakciós burzsoázia” képviselőinek jelképeként a hivatalos szovjet megnyilatkozásokban pejoratív értelmet kapott.

## Történeti áttekintés
A család neve a mai, Kalugai területhez tartozó Borovszk városa melletti Pafnutyij-kolostor egyik településének nevéből származik. Első ismert ősük, egy Gyenyisz Kondratyjev nevű parasztember 1713-ban született és a kolostorban fafaragóként dolgozott.

### Az alapítók
Unokái közül ketten a 19. század elején már moszkvai textilkereskedők voltak, de 1812-ben a város leégésekor tönkrementek és csak 1824-ben vették fel őket újra – ekkor már Rebusinszkij néven – a moszkvai kereskedők névsorába; később nevük Rjabusinszkijre módosult.
Mihail Jakovlevics Rjabusinszkij (1786–1858) tekinthető kettejük közül a kiterjedt családi vállalkozás megalapítójának, aki előbb egy moszkvai kereskedőnél dolgozott, majd főnöke cégét megvásárolta. A kereskedés mellett a Kalugai kormányzóságban néhány textilmanufaktúrát (szövödét) is működtetett. Fiait nem taníttatta, hanem már fiatalon beavatta az üzletbe, és mintegy két millió rubelt érő vagyont hagyott rájuk.

### A második nemzedék
Három fia közül Pavel Mihajlovics Rjabusinszkij (1820–1899) bizonyult a legéletrevalóbbnak. 1867-ben testvérével, Vaszilijjal együtt kereskedőházat alapított. 1869-ben a Tveri kormányzóság Visnyij Volocsok nevű városában pamutszövő gyárat vásároltak, mely idővel a kormányzóság második legnagyobb textilkombinátja lett. Testvére halála után, 1887-ben Pavel Mihajlovics gyáraiból „Pavel Rjabusinszkij és Fiai Manufaktúrák” néven kétmillió rubel alaptőkével részvénytársaságot hozott létre.
Egy új nemzedék képviselőjeként apjánál kulturáltabb életvitelt folytatott. A hagyományos kaftánt, amilyet még kereskedő apja is hordott, európai viseletre cserélte fel, színházba járt, a vállalkozás ügyeinek intézésére többször külföldre is elutazott.
Pavel Mihajlovics kétszer nősült. Az első, sikertelen házasságból hat lánya született. Bár óhitű pravoszlávként tilos volt a válás, neki mégis sikerült elérnie, hogy felbontsák a házasságot. Tíz évvel később, 50 éves korában újra megnősült, mégpedig egy gazdag szentpétervári kereskedő és malomtulajdonos 18 éves lányát vette feleségül. Alekszandra Sztyepanovna Ovszjannyikova 16 gyermeket szült neki, közülük 13 érte meg a felnőttkort.

### A harmadik nemzedék: a testvérek
Pavel Mihajlovics Rjabusinszkij gyermekei számára hatalmas vagyont, 20 millió rubelt hagyott hátra. A családfő helyét a legidősebb fiú, Pavel Pavlovics Rjabusinszkij (1871-1924) foglalta el. A családot összetartás és belső fegyelem jellemezte. A nyolc fiú közül öten-hatan vettek részt aktívan a családi vállalkozásban, akik felosztották egymás között a cég fontosabb részlegeinek vezetését, de a klán vezetője elismerten Pavel Pavlovics volt.
Szergej és Sztyepan Rjabusinszkij vezette a textilgyártást, melyet moszkvai üzleti körök az egyik legjobbnak tartottak. A Visnyij Volocsok-i gyárakban 1914-ben négy és félezer munkás dolgozott és évi 8 millió rubelnyi árut állítottak elő. A szomszédos járásban a cég hatalmas erdőterülettel rendelkezett, fafeldolgozó- és üveggyárat létesített, papírgyárat vásárolt.
1902-ben a testvérek 5 millió rubel alaptőkével családi bankházat alapítottak, melyet tíz évvel később Moszkvai Bank néven részvénytársasággá alakítottak át. A banki tevékenységet Vlagyimir és Mihail Rjabusinszkij irányította, banképületük a sikeres pénzügyi vállalkozók jelképe lett.
Az első világháború előtt a testvérek terjeszkedni kezdtek a leniparban és külön céget alapítottak a lenexport fellendítésére. 1916-ban Fiat-licenc alapján teherautók gyártására is készültek, de az épület hiába készült el, a háborús események miatt tervük meghiúsult. Az általuk alapított és később államosított Moszkvai Gépkocsi Társaságból (AMO) nőtt ki a híressé vált Lihacsov Autógyár. Sikeresen zárult viszont egy nagy faipari gyár felvásárlása az ország északi területén, és az olajkitermelés megindítását is tervezték.

#### Pavel Mihajlovics Rjabusinszkij fiai
- Pavel (Pavlovics) Rjabusinszkij (1871–1924) apjuk halála után, 28 évesen lényegében ő lett a családfő. A vállalkozás vezetése mellett közéleti és politikai szerepe révén is hírnévre tett szert. Több vállalkozói szervezetben, ipartestületben vezetői pozíciót foglalt el. 1905-ben liberális ellenzéki programot hirdetett, az ún. progresszista párt vezető köreihez tartozott, testvéreivel Utro Rosszii (Oroszország reggele) címen liberális újságot adott ki. 1917 nyarán azonban már határozottan a szociáldemokraták és a szovjetek (tanácsok) ellen lépett fel, üdvözölte a Kornyilov-felkelést. A szovjet időszakban részben ezekért a fellépésekért lett a Rjabusinszkijek neve a „nép ellenségének” kikiáltott vállalkozói osztály szinonimája. Pavel Pavlovics fivéreihez hasonlóan emigrált, Franciaországban halt meg tbc-ben.
- Szergej P. Rjabusinszkij (1872–1936) Sztyepannal együtt a textilgyártást irányította.
- Vlagyimir P. Rjabusinszkij (1873–1955) Mihaillal együtt a banki tevékenységet irányította. Az ikonok széles körű népszerűsítésére 1927-ben Párizsban megalapította az Ikon Társaságot, melynek 25 éven át elnöke volt.
- Sztyepan P. Rjabusinszkij (1874–1942) a textilgyártás vezetője, műgyűjtő. Oroszország egyik leggazdagabb ikongyűjteményével rendelkezett, saját műhelyében ikonok restaurálásával is foglalkozott. Ikonmúzeumot készült alapítani, de a háború ebben megakadályozta. 1917 után emigrált, egykori gyűjteményének legtöbb ikonja ma az Állami Tretyjakov Galéria és a moszkvai Történeti Múzeum gyűjteményét gazdagítja.
- Nyikolaj P. Rjabusinszkij (1877–1951) nem volt vállalkozói alkat. Apja halála után kilépett a társaságból, inkább a művészvilág vonzotta, örökségéből bőkezű mecénásként élt. 1906–1909 között ő jelentette meg a főként szimbolistákat tömörítő Zolotoje Runo (Aranygyapjú) című irodalmi, művészeti folyóiratot. Saját költségén több tárlatot szervezett, itt kaptak nyilvánosságot többek között a Kék rózsa néven ismert festői irányzat képviselői. Vagyonának jelentős részét elkártyázta, tönkrement, a műpártolással is felhagyott. 1922-ben Franciaországba emigrált, ahol antikváriumokat nyitott.
- Mihail P. Rjabusinszkij (1880–1960) a Moszkvai Bank igazgatója volt, műgyűjtő. Gyűjteménye főként kortárs orosz festők, mint Szerov, Repin, Verescsagin, illetve francia művészek, pl. Corot, Degas, Monet képeiből állt.
- Dmitrij P. Rjabusinszkij (1882–1962) tudományos pályára lépett, aerodinamikai munkáival már oroszországi tartózkodása idején hírnevet szerzett. Családi birtokán, a Moszkva környéki Kucsinóban Zsukovszkij támogatásával megalapította az Aerodinamikai Intézetet, ahol maga is kutatásokat végzett. Az intézet alapján szervezték meg később a Központi Aero- és Hidrodinamikai Intézetet (CAGI). Tudományos tevékenységét 1917 után külföldön folytatta. A Francia Tudományos Akadémia levelező tagja (1935).
- Fjodor P. Rjabusinszkij (1885–1910) mint legfiatalabb fiú, nem vett részt a vállalkozói tevékenységben, a földrajz és a néprajz vonzotta. Az Orosz Földrajzi Társaság az ő költségén szervezte meg 1908-1909-ben Kamcsatka természetföldrajzi feltérképezését. Szibériai kutatóexpedíciók sorát készült elindítani, de a család több tagját is sújtó tbc ebben megakadályozta.

1917 után a fiatalon meghalt Fjodor kivételével a fivérek mindannyian elhagyták Oroszországot. Pavel, Szergej, Vlagyimir, Dmitrij és Nyikolaj Franciaországban telepedtek le, Mihail Angliában élt, Sztyepan Olaszországban. Sztyepan Rjabusinszkijnek az 1900-as évek elején épített villájában töltötte utolsó éveit Makszim Gorkij író. Az épületben Gorkij emlékmúzeumot rendeztek be, mely napjainkban is látható.

#### Pavel Mihajlovics Rjabusinszkij lányai
- Jevfimija Pavlovna (1881–1970) a moszkvai társasági életben jutott előkelő szerephez. A „posztókirály” V.V. Noszovhoz, a Moszkvai Bank igazgatótanácsának tagjához ment feleségül. Házukban művészeti szalont alakított ki, maga is buzgó műgyűjtő volt. 1917 után emigrált, Rómában élt.
- A testvérek közül két nővér, Nagyezsda és Alekszandra nem emigrált, hanem Moszkvában maradt, külföldön élő fivéreikkel egy ideig leveleztek is. A szovjet hatalom azonban nem feledkezett meg róluk: sok rabtársukkal együtt a Szoloveckij-szigeteken végezték be életüket, haláluk éve nem ismert.